# Список графов Нанта

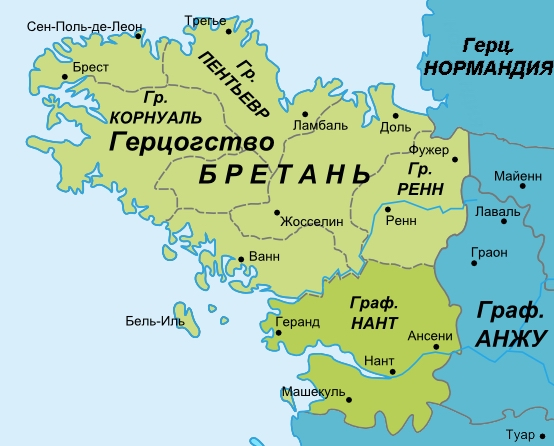
Графство Нант в составе герцогства Бретань в 1154 году

Граф Нанта (фр. comtes de Nantes) — титул правителя средневекового графства Нант в юго-восточной Бретани и нижнем течении Луары.

## Графство Нант
Графство Нант было учреждено франкскими королями в VIII веке в качестве пограничной марки, призванной охранять Франкское государство со стороны Бретани, которая сохраняла независимость.
В 851 году бретонский король Номиноэ завоевал Ренн и Нант и по договору, заключённому в том же году в Анжере, Карл II Лысый признал графства Ренн, Нант и сеньорию Рец владением Бретани.
Максимального расширения Бретонское государство достигло при Саломоне, однако после его смерти начался период междоусобиц, чем воспользовались соседние государственные образования.
В начале X века Нантское графство перешло под покровительство Анжу, а в 919 году здесь обосновались викинги, создавшие в Нанте собственное княжество. Но уже в 937 году герцог Ален II восстановил власть Бретани над этой областью.
Было воссоздано Нантское графство, которое стало одним из ведущих феодальных образований Бретани. Правители Нанта на протяжении почти двух веков оспаривали герцогский титул с графами Ренна. В борьбе за доминирование в Бретани графы Нанта опирались на союз с Анжуйским домом, тогда как Ренн ориентировался на графов де Блуа.
После образования в середине XII века «Анжуйской империи» Нантское графство оказалось под влиянием Плантагенетов, которые путём династических браков получили престолы и Нанта, и всей Бретани.
В XIII веке графство Нантское окончательно вошло в состав герцогства Бретонского.

## Графы Нанта

### Франкские графы
- ок. 786—818 : Ги Нантский, граф Бретонской марки.
- 818—831 : Ламберт I Нантский.
- 831—841 : Рихвин Нантский, убит в битве при Фонтенуа.
- 841—843 : Рено Эрбожский, ставленник Карла Лысого.
- 843—846 : Ламберт II Нантский.
- 846—849 : Амори Нантский, ставленник Карла Лысого.
- 849—851 : Ламберт II Нантский.

### Бретонские графы
- 851—852 : Эриспоэ, король Бретани (851—857).
- 852—870 : Саломон, король Бретани (с 857).
- 870—877 : Паскветэн, граф Ванна.
- 877—907 : Ален I Великий, король Бретани (с 888), граф Ванна, брат предыдущего.

### Анжуйские графы (Ингельгеринги)
- 907—919 : Фульк I Рыжий, граф Анжу (930—942).

### Ярлы викингов
- 914—919 : Оттар и Хроальд.
- 919 — ок. 930 : Рогнвальд Нантский.
- ок. 930—937 : Инкон.

### Графы Нанта

#### Нантский дом
- 938—952 : Ален II, герцог Бретани (с 937), внук Алена I.
- 952—958 : Дрогон, герцог Бретани, сын предыдущего.
- 958—960 : Фульк II Анжуйский, граф Анжу (с 942), муж вдовы Алена II.
- 960—981 : Хоэль I, герцог Бретани (с 958), незаконный сын Алена II.
- 981—988 : Гюэреш, герцог Бретани, незаконный сын Алена II.
- 988—990 : Ален (III), герцог Бретани, сын предыдущего.

#### Междуцарствие
- 990—992 : Конан I, герцог Бретани (с 990), граф Ренна (с 970).
- 992—994 : Эмери III, виконт де Туар (987—997), правитель Нанта в период малолетства Юдикаэля.

#### Нантский дом (побочная линия)
- 992—1004 : Юдикаэль, незаконный сын Хоэля I.
- 1004—1038 : Будик, сын предыдущего.
- 1038—1051 : Матье I, сын предыдущего.
- 1051—1063 : Юдит, дочь Юдикаэля.

#### Корнуальский дом
- 1063—1084 : Хоэль II, герцог Бретани (с 1066), сын предыдущей.
- 1084—1103 : Маттиас II, сын предыдущего.
- 1103—1112 : Ален IV, герцог Бретани (с 1084), брат предыдущего.
- 1112—1148 : Конан III, герцог Бретани, сын предыдущего.
- 1148—1156 : Хоэль III, герцог Бретани (1148), сын предыдущего.

#### Династия Плантагенетов
- 1156—1158 : Жоффруа I Анжуйский, граф Анжу и Мэна.
- 1158-Сентябрь 1158 : Конан IV, герцог Бретани
- Сентябрь 1158—1185 : Генрих II Плантагенет, король Англии (1154—1189), герцог Нормандии (с 1150), граф Анжу и Мэна (с 1151), герцог Аквитании (c 1152), брат предыдущего.
- 1185—1186 : Жоффруа II Плантагенет, герцог Бретани, сын предыдущего.
- 1185—1201 : Констанция Бретонская, герцогиня Бретани (1186—1201), дочь Конана IV, герцога Бретани, супруга предыдущего.
- 1196—1203 : Артур I, герцог Бретани (с 1201), сын предыдущих.